# Weronikopole
Weronikopole – wieś w Polsce położona w województwie wielkopolskim, w powiecie kępińskim, w gminie Bralin.
| SIMC    | Nazwa     | Rodzaj    |
| ------- | --------- | --------- |
| 0194820 | Emilianów | część wsi |
| 1006588 | Góry      | część wsi |
| 0194837 | Mielęcin  | część wsi |

W latach 1975–1998 miejscowość administracyjnie należała do województwa kaliskiego.
Na terenie wsi działalność prowadzi placówka Kościoła Chrześcijan Baptystów w RP należąca do I Zboru we Wrocławiu.